# Liszkay Gábor
Liszkay Gábor (Debrecen, 1956. –) magyar ügyvéd, újságíró. A 2020-as Befolyás-barométer szerint ő Magyarország 18. legbefolyásosabb személye.

## Életpályája

### Tanulmányai
Az Eötvös Loránd Tudományegyetem Állam- és Jogtudományi Karán diplomázott.

### Munkássága
Pályája elején a főváros 13. kerületi tanácsának lakásosztályán, majd az Országos Mentőszolgálatnál dolgozott jogászként, és közvetlenül a rendszerváltás előtt, 1989-ben került a Pallas Lap- és Könyvkiadó Vállalathoz, ami nemsokára a Hírlapkiadó Vállalaté lett. Liszkay később a kiadóvállalat igazgatója lett, és bár ekkoriban még MDF-es volt, az 1994-es országgyűlési választások után a Magyar Nemzetet az MDF érdeklődése dacára a Fidesznek játszotta át, mikor bérbe adta azt a Mahírnak, ami akkor már Simicska Lajoshoz tartozott. Ezzel a lépéssel került a Fidesz holdudvarába.
A kilencvenes években ügyvédi irodát nyitott, ügyfelei közt a körözött maffiavezér, Szemjon Mogiljevics is ott volt. 2000 táján, az első Orbán-kormány idején a Magyar Nemzettel akart médiafegyvert adni a Fidesz kezébe, cserébe a lap tulajdonosi részesedéséért, amit meg is kapott. A Fidesz 2002-es veresége után Liszkaynak döntő szerepe volt abban, hogy a párthoz tartozó médiumokat egyben tartsa és erősítse. Pethő Tibor, a lap korábbi szerkesztője szerint Liszkay csinált harcias pártlapot a Magyar Nemzetből. A Fidesz 2010-es győzelme után pedig szerinte lényegében kézi vezérléssel irányították az újságot, 2010 és 2015 között a párt vezető szereplői közül csak Schmitt Pált marasztalták el plágiumügye miatt.
Eközben Orbán Viktor és Simicska viszonya megromlott, aminek következtében Liszkay előbb Simicska, majd 2014-ben már Orbán mellé állt. A konfliktusból végül Orbán jött ki jól, Liszkay ettől fogva pedig továbbra is a Fidesz médiájának egyik vezetője maradt. 2016-ban a Népszabadságot kiadó, és azt megszüntető Mediaworks élén is Liszkay tűnt fel. Ezután hozta létre a Magyar Időket, ami a korábbi Magyar Nemzethez hasonlóan hangsúlyosan kormánypropagandát közvetít. 2018 augusztusában Liszkay vezényelte le a Simicska által eladott, addig erősen kormánykritikus hangvételű Hír TV visszafoglalását is.
2018 szeptemberében kezdte el működését a kritikákkal övezett Közép-Európai Sajtó és Média Alapítvány (KESMA), mely 10 médiavállalkozásban szerzett többségi  tulajdont 2018. november 28-ig. Az alapítvány kuratóriuma a médiavállalkozások jövőbeli működtetésével kapcsolatos feladatok elvégzésére Liszkayt kérte fel.
2020. április 15-én távozott a Mediaworks éléről. Utódja Szabó László volt washingtoni nagykövet lett.

## Díjai, elismerései
- A Magyar Érdemrend középkeresztje (2020)[9]